# Pentanoate
Un pentanoate ou valérate, est un sel ou un ester de l'acide pentanoïque parfois appelé acide valérique (un acide carboxylique).
L'anion pentanoate est la base conjuguée de l'acide pentanoïque. Sa formule chimique est C4H9COO−. 

## Exemples
Sels
- Pentanoate de sodium Na(C4H9COO)

Esters
- Pentanoate de méthyle
- Pentanoate d'éthyle
- Pentanoate de propyle
- Pentanoate de butyle
- Pentanoate de pentyle